# Скобаљ
Скобаљ или шкобаљ (лат. Chondrostoma nasus) је слатководна риба са коштаним скелетом (кошљорибе) и истовремено припада и мекоперкама и породици шарана. Познат је и под именима подуст, штупсер, ријац, тинташ, шљивар, шкобаља, јатник, шкргаљ.
Расте до 50 cm  дужине и 3kg  масе. Мрести се од марта до маја.

## Опис и грађа
Скобаљ има издужено тело, скоро вретенасто, по боковима и трбуху сребрнкастобеле боје, а по леђима је црнозелен. Леђно пераје је сиво, а остала су црвенкаста. Репно пераје обрубљено је тамном ивицом. Има карактеристичне усне, прилагођене скидању - стругању биљних наслага са камења, која су постављена надоле испод овећег носа. Има изразиту, унапред истурену вилицу.

## Навике, станиште, распрострањеност
Скобаљ је риба која се креће у великим јатима и храни се алгама - епитафон - и муљем које скида са крупног шљунка и камена. По овим карактеристичним траговима може се лако одредити подручје на ком се задржавају јата са крупнијим примерцима. У равничарским рекама ова риба, због начина исхране, није на цени, али је скобаљ из планинских вода веома цењен, па се ограничава његов улов на 10 комада. Распрострањен је по целој Источној Европи. Насељава брзе воде у којима живи са мреном, кленом и плотицом. Када је вода бистра треба га тражити у главном току, а када се замути прилази обали и ту тражи храну. 
У Србији највећи примерци се налазе у Дрини и Дунаву.

## Размножавање
Скобаљ се мрести од марта до маја, излеже 50-100000 икре, а полно је зрео с 3 године при дужини 15-25 cm. Једно од природних мрестилишта скобаља је река Стригова.